# Іст-Фрідом (Пенсільванія)
Іст-Фрідом (англ. East Freedom) — переписна місцевість (CDP) в США, в окрузі Блер штату Пенсільванія. Населення — 552 особи (2020).

## Географія
Іст-Фрідом розташований за координатами 40°21′26″ пн. ш. 78°26′12″ зх. д. / 40.35722° пн. ш. 78.43667° зх. д. (40.357329, -78.436577).  За даними Бюро перепису населення США в 2010 році переписна місцевість мала площу 4,35 км², уся площа — суходіл.

## Демографія
Згідно з переписом 2010 року, у переписній місцевості мешкали 972 особи в 413 домогосподарствах у складі 276 родин. Густота населення становила 224 особи/км².  Було 500 помешкань (115/км²).
Расовий склад населення:
| - 96,1 % — білих - 1,6 % — чорних або афроамериканців - 0,3 % — азіатів |

До двох чи більше рас належало 2,0 %. Частка іспаномовних становила 0,6 % від усіх жителів.
За віковим діапазоном населення розподілялося таким чином: 23,4 % — особи молодші 18 років, 60,7 % — особи у віці 18—64 років, 15,9 % — особи у віці 65 років та старші. Медіана віку мешканця становила 39,0 року. На 100 осіб жіночої статі у переписній місцевості припадало 94,4 чоловіків;  на 100 жінок у віці від 18 років та старших — 90,5 чоловіків також старших 18 років.
Середній дохід на одне домашнє господарство  становив 39 402 долари США (медіана — 34 438), а середній дохід на одну сім'ю — 39 901 долар (медіана — 34 491). За межею бідності перебувало 28,5 % осіб, у тому числі 31,7 % дітей у віці до 18 років та 0,0 % осіб у віці 65 років та старших.
Цивільне працевлаштоване населення становило 361 особа. Основні галузі зайнятості: публічна адміністрація — 18,3 %, освіта, охорона здоров'я та соціальна допомога — 16,6 %, будівництво — 14,4 %, роздрібна торгівля — 13,3 %.